# Église Sainte-Marguerite de Bohinjska Bela
L'église Sainte-Marguerite (slovène : cerkev sv. Marjete) est un édifice religieux catholique situé à Bohinjska Bela (sl) (commune de Bled), en Slovénie.

## Histoire
L'église est construite au XVIIe siècle dans un style Renaissance et est baroquisée par la suite. Un monument aux morts de la Première Guerre mondiale est disposé à l'avant du bâtiment. Les peintures murales à l'intérieur sont réalisées en 1907 par Anton Jebačin. Une rénovation est effectuée en 1970.